# Случај Чарлса Декстера Ворда
Случај Чарлса Декстера Ворда (енгл. The Case of Charles Dexter Ward) је роман америчког писца Хауарда Филипса Лавкрафта, написан почетком 1927. године, али није објављен за време ауторовог живота. Смештен у Лавкрафтовом родном граду Провиденс, на Роуд Ајланду, први пут је издат (у скраћеном облику) у мајском и јулском издању часописа Weird Tales 1941. године; прва комплетна публикација нашла се у колекцији С ону страну сна (1943).
Роман, смештен у 1928, описује како Чарлс Декстер Ворд постаје опседнут својим далеким претком, Џозефом Карвеном, наводним чаробњаком са неугодним навикама. Ворд физички подсећа на Карвена и покушава да понови кабалистичке и алхемијске подвиге свог претка. Он на крају користи ово знање да физички оживи Карвена. Вордов доктор, Маринус Бикнел Вилет, истражује Вордове активности и ужаснут је ониме што открива.
Књигу је у Србији први пут објавила издавачка кућа БИГЗ 1990. године, у преводу Гордане Велмар-Јанковић.

## Радња
Чарлс Декстер Ворд је младић из угледне породице са Роуд Ајланда који је нестао из болнице за умоболне. Био је у задржан тамо током дужег периода лудила, током којег је показивао мање и необјашњиве физиолошке промене. Његова празна соба је пронађена веома прашњава. Највећи део приче односи се на истрагу коју води породични лекар Вордових, Маринус Бикнел Вилет, у покушају да открије разлог Вордовог лудила и физиолошких промена. Вилет сазнаје да је Ворд провео протеклих неколико година покушавајући да открије гроб свог претка Џозефа Карвена, кога бије лоша репутација.
Доктор полако почиње да открива истину иза легенди о Карвену, поморском предузетнику из осамнаестог века и наводном алхемичару, који је у стварности био волшебник и масовни убица. Изведен је јуриш на Карвенову фарму, који је био изузетан по узвицима бајањима, светлима, експлозијама и неким не баш људским фигурама које су јуришници оборили. Нападачи су се заклели све сведоке на строгу тајност онога што су видели и чули.
Како Вилетова истрага траје, он открива да је Чарлс пронашао Карвенов пепео и да је помоћу магичних формула садржаних у документима пронађеним сакривеним у Карвеновом дому у Провиденсу успео да призове Карвена из његових „есенцијалних соли” и да га васкрсне. Вилет такође открива да је Карвен, који довољно личи на Чарлса би могао неприметно да заузме његово место, убио свог потомка и наставио са својим злим активностима. Иако Карвен убеђује све да је он Чарлс, његов анахрони начин размишљања и понашање доводе власти до тога да га прогласе лудим и да га затворе у душевну болницу.
Док је Карвен затворен, Вилетова истрага га води до бунгалова у селу Потаксет, који је Ворд купио док је био под Карвеновим утицајем. Кућа се налази на месту старе фарме која је била Карвенов штаб због за његова подла дела; испод се налази огромна катакомба коју је чаробњак саградио као јазбину током свог претходног живота. Током ужасног путовања кроз овај лавиринт, у којем Вилет види деформисано чудовиште у јами, он открива истину о Карвеновим злочинима и начине да га врати у гроб. Такође се открива да је Карвен уплетен у дугогодишњу заверу са неким другим волшебницима, сарадницима из његовог претходног живота који су некако избегли смрт, да васкрсну и муче најмудрије људе света како би стекли знање које ће их учинити моћним и угрозити будућност човечанства.
Док је у Карвеновој лабораторији, Вилет случајно призива древни ентитет који је непријатељ Карвена и његових волшебничких савезника. Доктор се онесвести, пробудивши се много касније у бунгалову. Улаз у гробнице је запечаћен као да никада није постојао, али Вилет проналази белешку бића написану на латинском у којој му се налаже да убије Карвена и уништи његово тело. Вилет се супротставља Карвену у лудници и успева да преокрене чаролију васкрсења, враћајући чаробњака у прах. Новински извештаји откривају да су Карвенови главни саучесници и њихова домаћинства наишли на бруталну смрт, а њихове јазбине су уништене.

## Ликови

### Чарлс Декстер Ворд
Ворд има 26 година у време када се прича одвија. Иако се сматра једним од Лавкрафтових аутобиографских ликова, чини се да су неки детаљи овог лика засновани на Вилијаму Липиту Морану. Као и Вордови, Моранови су такође поседовали сеоску кућу у Потаксету, на Роуд Ајланду.

### Џозеф Карвен
Вордов предак и мртви звонар, успешан трговац, бродарски магнат, трговац робљем и врхунски чаробњак, рођен у данашњем Данверсу, Масачусетс, седам миља од Сејлема, 18. фебруара 1662. године. Бежи у Провиденс у време суђења вештицама у Сејлему 1692. године. Умире, барем привремено, 1771. у току напада коју је на његову јазбину извела група важних грађана Провиденса, који су сазнали за само неке од његових злочина. Поново га убија, вероватно заувек, др Вилет користећи Карвеново сопствено чаробњаштво. Карвен усавршава методу успоравања ефеката старења до невероватног степена. Он такође има способност да васкрсне мртве било из целог леша или из његових „есенцијалних соли” (проистеклих из пепела наведеног леша) и разговара са њима. Ова способност се користи за добијање привилеговане интелигенције од давно непостојећих мудраца. У ту сврху његови агенти претражују гробља и гробнице широм света у потрази за лешевима славних личности који затим прокријумчаре назад у Провиденс, где их Карвен привремено подиже да би из њих извукао њихове тајне. У овом подухвату помажу му два друга волшебника и сејлемски изгнаници
Он је у стању да призове ентитете као што је Јог-Сотот да му помогну у његовој магији. Крајњи циљ активности ових људи, односно природа или употреба информација добијених од васкрслих мудрих особа, није у потпуности прецизиран и његово тумачење је у великој мери препуштено читаоцу. Ова двосмисленост такође утиче на тачне околности Карвенове „прве” смрти. Очигледно је да га је издао и вероватно убио ентитет позван ради његове одбране током опсаде на скривеним теренима његове фарме, али идентитет овог бића, као и његова могућа веза са Јог-Сототом (чије се име помиње у бајањима) остављено је за спекулације. Значајно је, међутим, да ерупција ентитета током сукоба изазива „непогрешиву људску вику или дубоки хорски врисак”, као и „урлик потпуног, крајњег страха и потпуног лудила који се извукао из многих људских грла — урлик који је допирао снажно и јасно упркос дубини из које је морао избити”, а да учесницима рације остају психолошки шокови далеко изнад оних који се очекују у било којој епизоди неконвенционалног ратовања. 
Пре своје прве смрти, Карвен проналази начин да створи чаролију која би превазишла време и инспирисала његовог потомка да се заинтересује за њега и његов рад и покуша да га врати ако икада буде убијен. Када га је Ворд касније васкрсао, Карвен се у почетку прерушио у брадатог „доктора Алена” са наочарима да би избегао сумњу због његове блиске сличности са Вордом. Немртви Карвен је показао вампиристичке склоности као нуспојаву свог васкрсења, напавши тако локалне путнике и проваљивајући у куће да би пио крв становника. Карвен је одмах ступио у контакт са два своја садруга, који су све време били живи и активни, и поново покреће своје старе завере. Убрзо убија Ворда када он почиње да сумња у то шта раде и преузима његов идентитет. Карвен се никада не либи убиства, мучења или уцене да би постигао своје циљеве; он такође користи – и убија – огроман број живих робова као субјекте за своје експерименте. Он такође глуми известан степен грађанског духа и пристојности, како према својим суграђанима тако и према својој жени, као део паметног плана — друштвеног гамбита који има за циљ остављање наследника, као и побољшање свог имиџа у јавности како би се избегло његово присилно исељавање.

### Маринус Бикнел Вилет
Енциклопедија Х. Ф. Лавкрафта упоређује Вилетов лик са другим „храбрим противницима зла” у Лавкрафтовим делима, као што су Томас Малон у „Ужаси у четврти Ред Хук” и Хенри Армитиџ у „Даничком ужасу”; попут Вилета, Армитиџ „побеђује 'зликовце' бајањем, и он је подложан истим манама — помпозности, ароганцији, самоважности — које се могу видети код Вилета.

## Инспирација
У августу 1925. Лавкрафтова тетка Лилијан послала му је анегдоту о кући у Уици Проспект бр. 140 у Провиденсу. Лавкрафт јој је одговорио: „Значи Халсијева кућа је уклета! Ух! Тамо је дивљи Том Халси у подруму узгајао барске корњаче − можда су то њихови духови. Ипак, то је дивна стара вила и служи на углед тако дивном старом граду!” Лавкрафт ће касније променити адресу куће у Улицу Проспект бр. 100 и она ће послужити као инспирација за кућу Вордових у овом роману. Наредног месеца, у септембру 1925. Лавкрафт је прочитао књигу Провиденс у колонијална времена Гертруде Селвин Кимбал. Бавећи се историјом Провиденса током 1912. чланак ће послужити као основа за роман, а нарочито у њему садржане анегдоте о Џону Мерику и др Чеклију.
Могућа литерарна инспирација за роман можда је била новела Повратак Валтера де ла Мара из 1910, коју је Лавкрафт прочитао средином 1926. године. Он ју је описао у свом есеју „Натприродни хорор у књижевности” као причу у којој „видимо како душа покојника након два века посеже из гроба за месом живих људи”.
Мотив потомка који изгледом јако личи на свог далеког претка највероватније потиче из дела Натанијела Хоторна Кућа са седам забата, коју је Лавкрафт у свом есеју „Натприродни хорор у књижевности” описао као „најзначајнији допринос Нове Енглеске ирационалној литератури”.
Још један могући књижевни извор инспирације је приповетка „Гроф Магнус” М. Р. Џејмса, коју је Лавкрафт похвалио у свом есеју, а која описује ускрснуће мрачне фигуре из 17. века.

## Пријем
Сам Лавкрафт је био незадовољан романом, назвавши га „незграпним, шкрипавим делом самосвесног антикваризма”. Уложио је мало труда да објави дело, оставивши га да га постхумно издају Огаст Дерлет и Доналд Вандреј у часопису Weird Tales.
Пишући за The New York Times, рецензент Вилијам Постер описао је роман као „добру причу у традицији вештичарења Нове Енглеске, добро зачињену алхемијом, вампиризмом, древним документима и крађом мумија”. Историчар хорора Лес Данијелс назвао је Случај Чарлса Декстера Ворда Лавкрафтовим „најбољим романом”. Е. Ф. Блајлер је приметио да кратки роман, „упркос томе што је необично замарајући и рутински, има занимљиве концепте и добре тренутке”. Берд Сирлс је сматрао да „Лавкрафтово велико познавање историје Нове Енглеске пружа убедљиву позадину за причу”. Даглас Робилард је изјавио да је Лавкрафтова негативна оцена Случаја Чарлса Декстера Ворда била „превише оштра; ово је једно од његових најбољих дела”.